# Junko Sakurada
Junko Sakurada (jap. 桜田淳子 Sakurada Junko; * 14. April 1958 in Akita) ist eine japanische Schauspielerin und Sängerin.

## Leben
1972 machte sie ihr Debüt als Sängerin. Gleichzeitig wurde sie in Japan als Darstellerin in der Fernsehserie Star Tanjō bekannt. Seitdem hat sie in zahlreichen Filmen und Fernsehserien mitgespielt und arbeitete auch als Moderatorin.
In dem Abenteuerfilm Der Bärenfänger aus dem Jahr 1987 spielte sie neben Takahiro Tamura. Für die Darstellung in diesem Film gewann sie den Hochi-Filmpreis und den Kinema-Junpo-Preis als Beste Nebendarstellerin. Für den Japanese Academy Award war sie ebenfalls als Beste Nebendarstellerin nominiert, musste sich aber Rino Katase (Yoshiwara enjo und Gokudo no onna-tachi 2) geschlagen geben. Für den Japanese Academy Award in derselben Kategorie war sie im darauffolgenden Jahr erneut nominiert, für den Film Hana no furu gogo des Regisseurs Kazuki Omori. 1990 spielte sie, wie etwa auch Kōji Yakusho, in der japanisch-sowjetischen Koproduktion Der weiße Wolf. Eine weitere Nebenrolle bekleidete sie in Shinji Sōmais Drama Ohikkoshi, für das sie bei der Verleihung des Kinema-Junpo-Preises und des Hochi-Filmpreises sowie beim Mainichi-Filmwettbewerb ausgezeichnet wurde.
Mitte der 1990er-Jahre beendete sie ihre Karriere.

## Filmografie (Auswahl)
- 1975: Otoko wa tsurai yo: Katsushika risshihen
- 1979: Byoinzaka no kubikukuri no ie
- 1987: Der Bärenfänger (Itazu – Kuma)
- 1988: Umi e, See You
- 1989: Hana no furu gogo
- 1990: Der weiße Wolf (Orora no shita de)
- 1993: Ohikkoshi